# 熊本県道295号錦島釜線
熊本県道295号錦島釜線（くまもとけんどう295ごう にしきじまかません）は、熊本県天草市を通る一般県道である。

## 概要
本渡瀬戸（天草上島と天草下島の間にある海路）から楠浦町北部の熊本県道26号本渡牛深線を結ぶ。

### 路線データ
- 起点：天草市楠浦町（錦島地区本渡瀬戸突堤）
- 終点：天草市楠浦町（熊本県道26号本渡牛深線交点）

## 地理

### 通過する自治体
- 天草市

### 交差する道路
| 交差する道路           | 交差する場所 | 交差する場所 |
| ---------------------- | ------------ | ------------ |
| 熊本県道26号本渡牛深線 | 楠浦町       | 終点         |

### 沿線
- 錦島グラウンド
- 錦島市民プール
- 五色島キャンプ場